# Сергиевский (Саратовская область)
Сергиевский — посёлок в Саратовском районе Саратовской области России. С 18 апреля 2021 года входит в состав городского округа Саратова.

## История
История этих мест относится к концу 19-го века. Здесь находилось два хутора - Тарховский и Мордовский. Рядом с ними - в начала XX века возник третий - "Бендеровский (земля была куплена у помещика Бендера). До начала советского периода - в этих краях не было ни школ, ни больниц. Лишь в 1913 году, в селе Синенькие была открыта начальная школа. В годы революции все три хутора были отнесены к Синеньскому сельскому совету. В годы гражданской войны мимо поселений проходила 10-я часть Красной Армии на разгром Деникина. В 1926 году жители этих хуторов собрали деньги и купил дом под первую в селе школу. В 1938 году открыли здание семилетней школы.
В годы коллективизации в этих местах создана бригада синеньского колхоза. В 1935 году на правом берегу было основано отделение совхоза "8 марта". Совхоз занимался полеводством и животноводством и просуществовал до 1941 года. Совхоз расформировали, а на его месте основали колонию. В 1941-42 году на территории поселка располагалась зенитная точка. Она служила для охраны подступа к Саратову от фашистских захватчиков. Совхоз "Сергиевский" образовался 1 июня 1953 года и изначально служил как овощеводческое хозяйство. Началось строительство поселка.
В 1965 году началось строительство Сергиевской средней школы. В 1967 году её открыли для учащихся.
В 1966 году совхоз "Сергиевский" отличился высоким урожаем - и считался одним из лучших в районе. В 1990-е годы дела совхоза пришли в колоссальный упадок.

## Физико-географическая характеристика
Расположен посёлок на юге Саратовского района, в живописной местности, на правом берегу реки Горючка. Рядом с поселком проходит трасса на Волгоград и железная дорога со станцией с одноименным названием "Сергиевский". Расстояние до областного центра составляет 34 км. С административным центром региона посёлок связан автодорогой с твёрдым покрытием. Налажено автобусное сообщение. 
| С-З | Аткарск ~ 112 км Ртищево ~ 217 км | Петровск ~ 134 км Пенза ~ 256 км    | Саратов ~ 45 км Хвалынск ~ 270 км Сызрань ~ 346 км | С-В |
| З   | Балашов ~ 219 км Воронеж ~ 521 км | Роза ветров                         | Ершов ~ 259 км                                     | В   |
| Ю-З | Жирновск ~ 195 км                 | Волгоград ~ 334 км Камышин ~ 150 км | Новоузенск ~ 291 км                                | Ю-В |

Климат
Климат в посёлке умеренно холодный. Наблюдается большое количество осадков, даже в самый засушливый месяц (согласно классификации климатов Кёппена — Dfa). Среднегодовая температура в Сергиевском — 5,7 °C. Среднегодовая норма осадков — 432 мм. Наименьшее количество осадков выпадает в марте и составляет 23 мм. Наибольшее количество осадков выпадает в июне, в среднем 46 мм.
| Показатель                    | Янв.  | Фев.  | Март | Апр. | Май  | Июнь | Июль | Авг. | Сен. | Окт. | Нояб. | Дек.  | Год  |
| ----------------------------- | ----- | ----- | ---- | ---- | ---- | ---- | ---- | ---- | ---- | ---- | ----- | ----- | ---- |
| Средний суточный максимум, °C | −7,2  | −6,5  | −0,8 | 12,6 | 21,4 | 25,8 | 27,6 | 26,2 | 19,4 | 9,9  | 0,9   | −4,2  | 10,4 |
| Средняя температура, °C       | −10,9 | −10,4 | −4,6 | 7,4  | 15,2 | 19,6 | 21,5 | 20,1 | 13,8 | 5,8  | −2    | −7,3  | 5,7  |
| Средний суточный минимум, °C  | −14,5 | −14,3 | −8,3 | 2,3  | 9,0  | 13,5 | 15,5 | 14,0 | 8,3  | 1,8  | −4,8  | −10,3 | 1,0  |
| Норма осадков, мм             | 35    | 24    | 23   | 27   | 38   | 46   | 45   | 45   | 41   | 33   | 40    | 35    | 432  |
| Источник:                     |       |       |      |      |      |      |      |      |      |      |       |       |      |

Посёлок Сергиевский, как и вся Саратовская область, находится в часовой зоне МСК+1. Смещение применяемого времени относительно UTC составляет +4:00.
Уличная сеть
В Сергиевском расположена двадцать одна улица. Также к населённому пункту относятся территории трёх садовых некоммерческих товарищества и одного сельскохозяйственного предприятия.

## Население
| 2002 | 2010  |
| ---- | ----- |
| 1344 | ↗1387 |

На 1 января 2020 года в селе проживали 1384 человек. 
По национальному составу население отмечается:
| Национальность       | Численность (чел.) | Процентное соотношение |
| -------------------- | ------------------ | ---------------------- |
| Русские              | 1197               | 86,5 %                 |
| Казахи               | 62                 | 4,5 %                  |
| Немцы                | 42                 | 3,0 %                  |
| Мордва               | 12                 | 0,9 %                  |
| Чеченцы              | 10                 | 0,7 %                  |
| Азербайджанцы        | 10                 | 0,7 %                  |
| Татары               | 8                  | 0,6 %                  |
| Другие малочисленные | 43                 | 3,1 %                  |
| Всего                | 1384               | 100 %                  |

## Инфраструктура
На территории населённого пункта свою деятельность осуществляют: 
- общеобразовательная школа[13],
- детский сад "Колосок"[14],
- дом культуры,
- филиал Детской школы искусств №1[15],
- библиотека, книжный фонд которой составляет 1694 экземпляра, оформлена подписка на 26 наименований периодических изданий. Пользуются учреждением 500 человек[16];
- врачебная амбулатория[17].

В посёлке работают пять предприятий розничной торговли, одно почтовое отделение, одно кафе-бар и аптека. Населённый пункт газифицирован, имеется центральный водопровод и две водонасосные станции, одна котельная.
Вблизи посёлка Сергиевский свою работу ведёт сельскохозяйственное предприятие. Занимаются возделыванием земельных угодий, растениеводством.

## Достопримечательности
- На территории населённого пункта установлен у школы памятник погибшим воинам в годы Великой Отечественной войны.
- Храм преподобного Сергия Радонежского посёлка Сергиевский Саратовского района. 13 июля 2014 года совершён чин освещения[19].
- Пирамида с орлом - архитектурная форма. Неподалеку есть еще скульптура "Гнездо аистов".

## Транспорт
В Сергиевский можно добраться на автобусе, который следует в сторону Камышина и Волгограда. Остановка на трассе Р228.
Электропоезд от Саратова и до Саратова останавливается на станции "44 км".

### Пригородное сообщение по станции "44 км"
| № поезда | Маршрут движения  | № поезда | Маршрут движения  |
| -------- | ----------------- | -------- | ----------------- |
| 6304     | Аткарск — Карамыш | 6316     | Тарханы — Карамыш |
| 6303     | Карамыш — Тарханы | 6325     | Карамыш — Тарханы |

## Люди, связанные с посёлком
В посёлке проживает:
- Александрова Вера Александровна — народный учитель СССР.
- Володина Нина Васильевна — заслуженный учитель Российской Федерации.

## Фотогалерея

### Посёлок на фотографиях
- Виды посёлка
- Окрестности посёлка
- Здание почты
- Магазин
- Жилые дома
- Улица Октябрьская

### Достопримечательности посёлка
- Достопримечательности посёлка
- Храм Сергия Радонежского
- Детская площадка
- Парк в посёлке
- Дом культуры и сквер
- Детский сад